# Robina Muqimyar
Robina Muqimyar, également connue sous le nom de Robina Jalali, née le 3 juillet 1986 à Kaboul, est une ancienne athlète olympique qui a représenté l'Afghanistan aux Jeux olympiques de 2004 et 2008 et dans 30 épreuves internationales en compétition dans le sprint de 100 mètres,. Elle a participé à ces compétitions sportives sous le nom de Muqimyar et s'est présentée pour un siège à la chambre basse du parlement afghan, la Wolesi Jirga, en utilisant son nom de famille Jalali.
Elle attire l'attention internationale pour avoir couru en portant le hidjab, le couvre-chef traditionnel de la femme musulmane, et parce qu'elle est l'une des deux premières femmes à représenter l'Afghanistan aux Jeux olympiques, en concourant avec la judokate Friba Razayee aux Jeux olympiques d'été de 2004 à Athènes.

## Biographie

### Jeunesse
Robina Muqimyar née à Kaboul, en Afghanistan, a sept sœurs et deux frères. Son père est un homme d'affaires dans l'industrie informatique qui dirige maintenant un organisme à but non lucratif qui enseigne la couture aux femmes afghanes.  Robina est scolarisée à domicile à l'époque des talibans, lorsque la scolarisation des filles est interdite, elle rejoint ensuite l'école après 2001. Décrivant la vie sous les talibans, elle déclare : 'Nous, les filles, nous n'avions rien à faire sous les talibans. Vous ne pouviez pas aller à l'école. Vous ne pouviez pas jouer, vous ne pouviez rien faire. Vous étiez juste à la maison tout le temps'.

### Jeux olympiques de 2004
Robina Muqimyar participe au sprint féminin de 100 mètres. Elle termine septième sur huit de sa course, avec un temps de 14,14 secondes, 0,15 seconde devant la Somalienne Fartun Abukar Omar. La course est remportée par la Jamaïcaine Veronica Campbell, avec un temps de 11,17 secondes. Elle a 17 ans au moment de l'événement. Elle court avec « un t-shirt et un long pantalon de survêtement vert » plutôt que des vêtements de compétition plus aérodynamiques.

### Jeux olympiques de 2008
Elle ne doit initialement pas participer aux Jeux olympiques de Pékin en 2008, mais rejoint la délégation afghane lorsque la sprinteuse Mehboba Ahdyar quitte son camp d'entraînement en juin pour demander l'asile politique en Norvège. Aux Jeux olympiques d'été de 2008, elle participe au sprint de 100 mètres. Dans la première manche, elle se classe huitième et dernière avec un temps de 14,80, ce qui n'est pas suffisant pour passer au deuxième tour.

### Carrière politique
Elle se présente aux élections législatives de septembre 2010 en tant qu'indépendante, avec un programme d'égalité des droits pour les femmes et les jeunes,. Elle a déclare vouloir faire la promotion de l'athlétisme scolaire en Afghanistan si elle gagne un siège, mais n'est finalement pas élue.
En 2019, elle est élue députée. Son mandat est écourté par la chute du gouvernement afghan le 15 août 2021, lorsque les talibans prennent le pouvoir.
Depuis août 2021, il n'y a aucune trace d'elle.